# Љубанци
Љубанци (мкд. Љубанци) су насеље у Северној Македонији, у северном делу државе. Љубанци припадају градској општини Бутел града Скопља. Насеље је северно предграђе главног града.

## Географија
Љубанци су смештени у северном делу Северне Македоније. Од најближег већег града, Скопља, насеље је удаљено 15 km северно. Налази се на реци Љуби.
Насеље Љубанци је у оквиру историјске области Црногорје и положено је у јужном подножју Скопске Црне Горе. Северно од насеља издиже се планина, а јужно се пружа Скопско поље, које је плодно и густо насељено. Надморска висина насеља је приближно 580 метара.
Месна клима је континентална.

## Историја
По извештају из 1899. године село Љубанци су контролисани Бугари и бугаромани (присталице егзархије). Ту се налазило 120 кућа, православна црква Св. Николе и православни манастир. Када је 1901. године посетио то "бугарашко место" један бугарски политичар из Трнова у друштву руског новинара Амфитеатрова, изненадила их је изјава једне жене. Попадија "бугарског" пароха им је рекла да "они не говоре и не разумеју бугарски језик".
У месту је 1924. године подигнута нова школа. Њен рад је започео још 1853. године.
Јула 1926. године упале су бугарске комите (тројке) под командом војводе Величка Вељановића у место. Неколико сељака јатака их је служило и крило. За њима су потеру спроводили жандармерија и добровољни сељачки одреди. Када су откривени, током борби са југословенским властима, погинули су један жандарм и два сељака. Председник општине био је тада Анђелко Ђуровић, а кмет Илија Ђорђевић били су малтретирани и тучени са по 20 батина од стране жандарма. Повод за то био је факат да су они хтели да заштите једног дечака од батина, али су жандарми дигли руку и на њих. Сељани Љубанца су због насиља тужили суду жандармеријског наредника Симу Бобара и каплара Николу Матића. Међу сведоцима био је Бојко Анђелковић месни кафеџија, учитељица Толка Јакић и неки сељаци. Жандарми су тврдили да су председник и кмет били у друштву са оцем комите Величка, а ови су тврдили да су терорисани као присталице демократа. Изродио се инцидент у политички, у којем су радикали терорисали демократе.

## Срби у месту
Басне од више аутора скупио је Возаревић у књигу објављену 1833. године у Београду. Ту поучну књигу су купили неки Срби трговци и житари Београђани, родом из тог места у Скопској нахији. Били су то: Стефан Коста Поповић и Јован Коста Поповић.
У месту је православна црква Св. Богородице, задужбина сестре цара Душана. У 19. веку је цркву оправио познати мајстор Андрија Дамјанов. Храм је 1923. године био малих димензија и у рушевинама.
Остао је у рушевинама стари средњевековни српски манастир у пустињи изнад села Љубанци, близу Скопља. Била је то задужбина цара Душана Немањића из периода 1331-1355. године. Северно од села је на падини подигнут православни манастир Св. Николе Љубанечког. Манастир је обновљен 1847. године и чинили су га мала црква са два конака за монахе. Ту се 1851. године насели један Србин монах који је због клевета и напада морао да оде. Радове су наводно извели исти мајстори и зографи који су градили цркву Св. Богородице у Скопљу. То је манастир Вунеш са црквом посвећеном Св. Николи. Манастир је познат по Вунешком поменику из 15. века. Поменик је ту пренет када је срушена црква Св. Спаса у Сопишту. Књигу Триод посни )из 15. века), написао је у манастиру јерођакон Мина 1519. године. Тај стари триод иначе писан за цркву Св. Ваведења Богородице у Кучевишту, су Бугари однели у Цариград 1856. године. Последњи игуман манастира Серафим умро је 1960. године, а монаси прешли у Србију.
Западно од Љубанца налазио се капела - манастирић Св. Меркулија.

## Становништво
Љубанци су према последњем попису из 2002. године имали 928 становника.
Претежно становништво у насељу су етнички Македонци (98%). Остало су махом Цигани и Срби.
Већинска вероисповест је православље.